# ماتياس مان
ماتياس مان (بالألمانية: Matthias Mann)‏ هو أحيائي وعالم كيمياء حيوية وفيزيائي ألماني، ولد في 10 أكتوبر 1959 في Thuine ‏ في ألمانيا.